# Saint-Jean-sur-Vilaine
Saint-Jean-sur-Vilaine is een gemeente in het Franse departement Ille-et-Vilaine (regio Bretagne). De plaats maakt deel uit van het arrondissement Fougères-Vitré. Saint-Jean-sur-Vilaine telde op 1 januari 2022 1.376 inwoners.

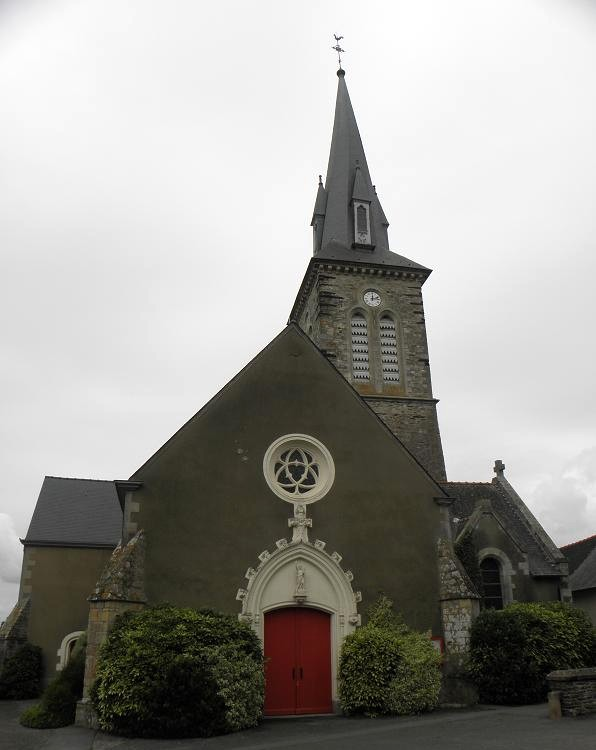
Kerk van Saint-Jean-sur-Vilaine
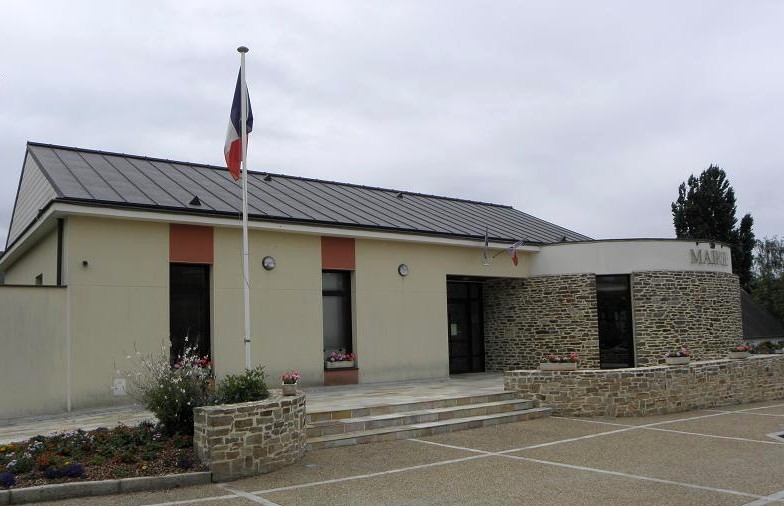
Gemeentehuis

## Geografie
De oppervlakte van Saint-Jean-sur-Vilaine bedroeg op 1 januari 2022 10,73 vierkante kilometer; de bevolkingsdichtheid was toen 128,2 inwoners per km².

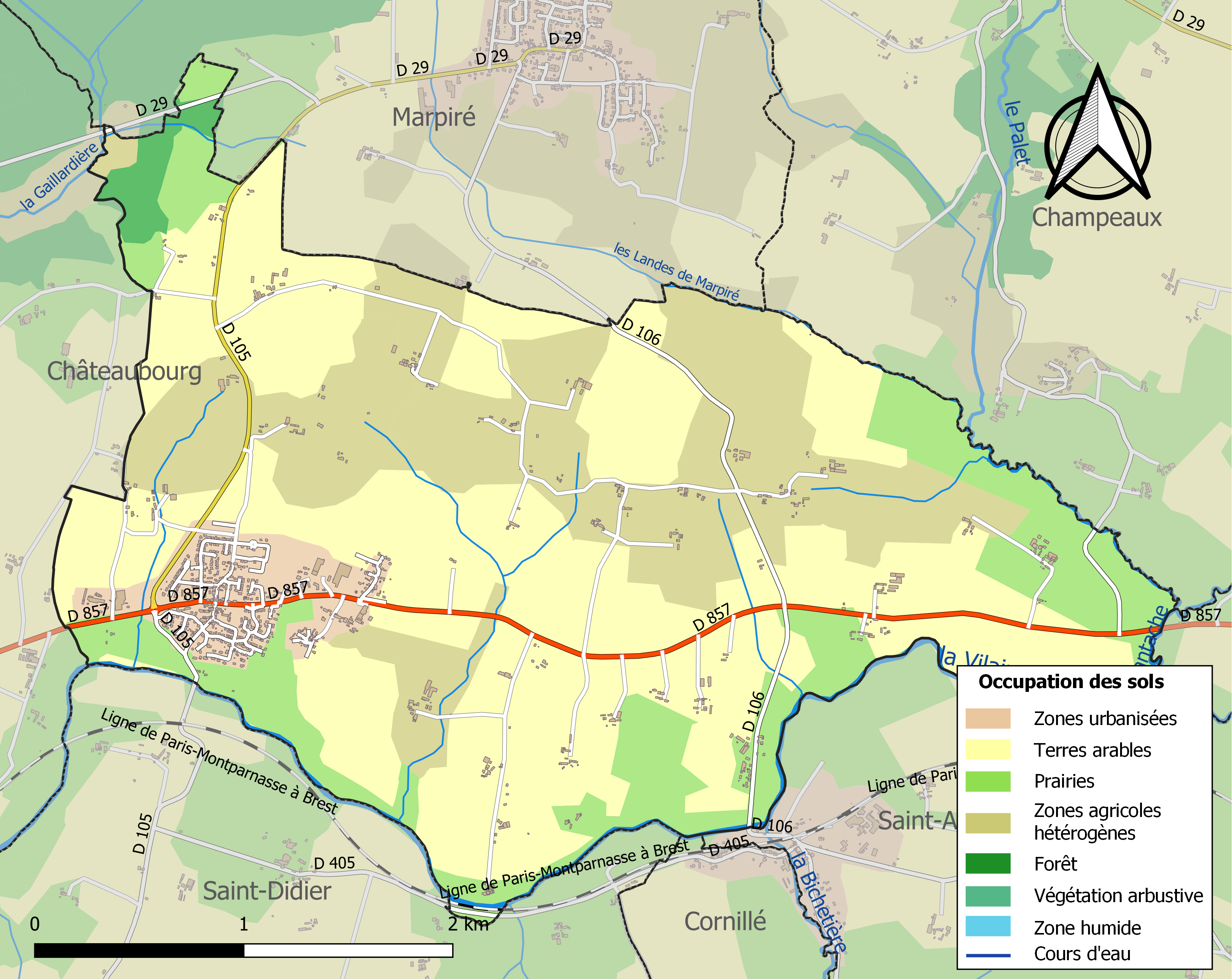
Kaart van de gemeente met belangrijkste infrastructuur, bodemgebruik en omliggende gemeenten

## Demografie
Onderstaande figuur toont het verloop van het inwonertal (bron: INSEE-tellingen).